# رايموند براون
رايموند براون (5 يوليو 1965 بأتلانتا في الولايات المتحدة - ) (بالإنجليزية: Raymond Brown)‏ هو لاعب كرة سلة أمريكي في مركز هجوم صغير الجسم. لعب مع ليموج سي إس بي.

## وصلات خارجية
- رايموند براون على موقع إن بي أي (الإنجليزية)
- رايموند براون على موقع سبورتس رفرنس (الإنجليزية)
- رايموند براون على موقع الدوري الإسباني لكرة السلة (الإسبانية)
- رايموند براون على موقع كرة السلة الأوروبية.كوم (الإنجليزية)
- رايموند براون على موقع كلية كرة السلة في سبورتس رفرنس.كوم (الإنجليزية)
- رايموند براون على موقع ريلجم (الإنجليزية)
- رايموند براون على موقع بروبوليرز (الإنجليزية)
- رايموند براون على موقع سبورتس رفرنس (الإنجليزية)